# Lionetiídeos
Lionetiídeos (Lyonetiidae) são uma família de insectos da ordem Lepidoptera.